# 茲巴爾日夫卡
49°27′31″N 29°31′11″E / 49.45861°N 29.51972°E
茲巴爾日夫卡（烏克蘭語：Збаржівка），是烏克蘭的村落，位於該國西南部文尼察州，由文尼察區負責管轄，始建於1100年，面積0.2平方公里，海拔高度190米，2001年人口457，人口密度每平方公里2,331.63人。